# 大沼の浮島
座標: 北緯38度19分55秒 東経140度6分44.9秒 / 北緯38.33194度 東経140.112472度

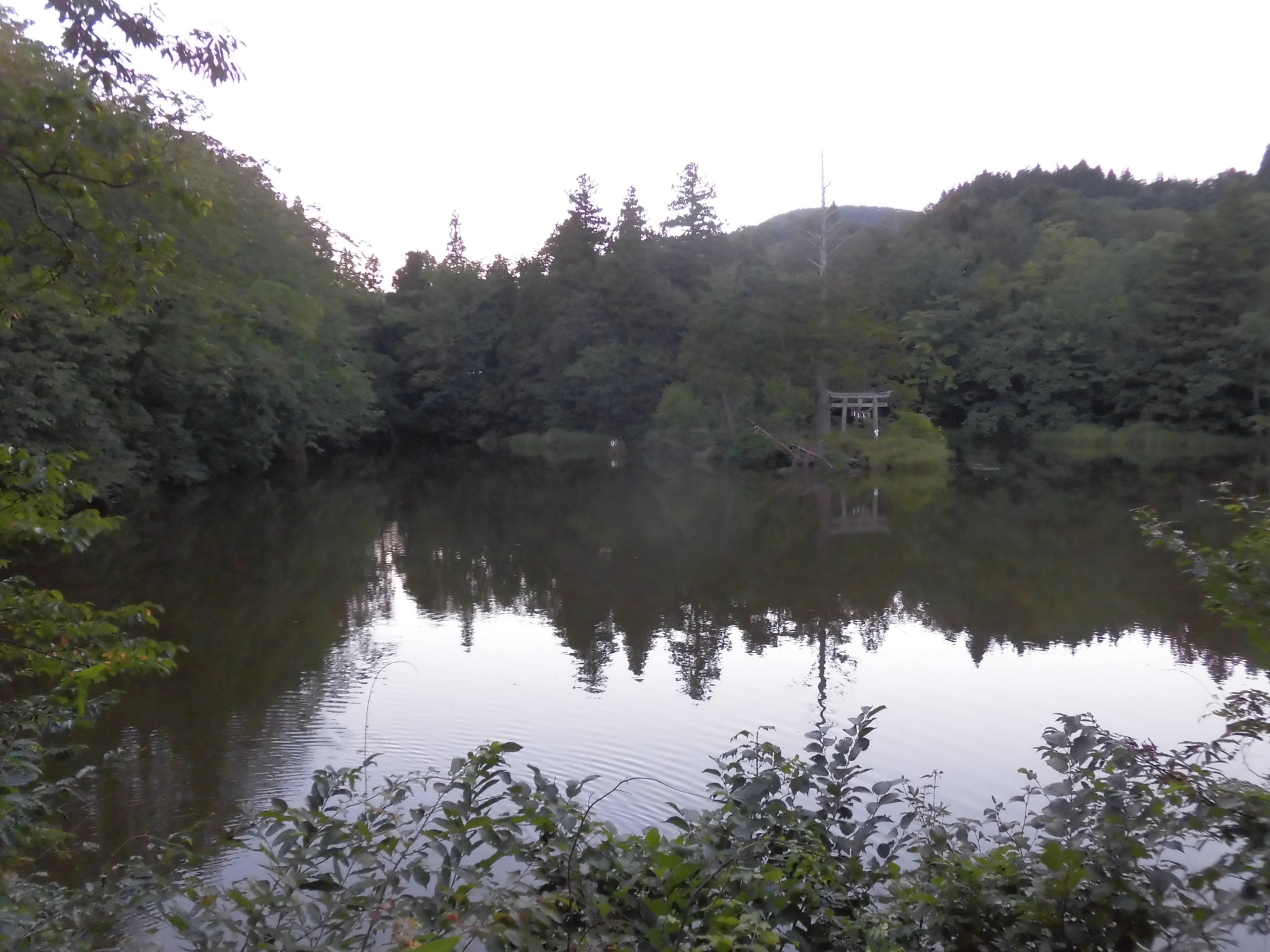
大沼の浮島

大沼の浮島（おおぬまのうきしま）は、山形県西村山郡朝日町にある国指定の名勝地である。

## 概要
朝日町の観光スポットの1つ。大沼の周りは植生の森林に囲まれている。湖面に大小30余りの浮島が浮遊しているのが特徴。
島が浮遊する神秘の沼として古来より注目され、近世文人墨客の訪れも多く、特に橘南谿の東遊記によって紹介されたと言われている。

全体が南に位置する浮島稲荷神社の境内となっており、湖畔には、神社を起点とした散策道も整備されている。

## 歴史
天武帝9年(681年)、山岳修験者役の証(役小角)によって発見され、弟子の覚道によって開山されたとされている。湖面に静かに遊泳する浮島は、その動静から吉凶が占われたという。
奈良時代の天平11年(739年)に僧の行基が訪れ、その際に行基は大小様々な浮島66個に日本各地の国名を名付けたという。鎌倉時代初期の建久4年（1193年）には源頼朝が浮島稲荷神社の社殿を再建、以後地頭だった大江氏の祈願所となる。戦国時代になると、大江氏を攻略した最上氏が庇護するようになり、最上氏は同家の危機がある毎に参拝に訪れ多くの奉納物を寄進や社殿の改修をしたとされる。元和8年（1622年）に最上家がお家騒動で改易されると江戸幕府三代将軍徳川家光が祈願所とし、社紋に三葉葵を掲げる事を許すなど保護した。。
大正14年(1925年)に国の名勝地に指定された。
戦後、60余りあった浮島が十数個に減少しため、昭和62年（1987年）に浮島を守る会が結成され、浮島の保存を図っている。

## 設備他
- 鳥居杉
- 鳥鵲橋
- 桟橋
- 石灯籠の岬
- 出島

## アクセス
- 車
  - 山形自動車道・寒河江SAスマートインターチェンジから30分

## 周辺
- 山形県道112号左沢浮島線
- 山形県道113号宮宿浮島線